# Харсианон (тема)
Харсианон (Грчки: Χαρσιανόν) је био назив византијског утврђења и одговарајуће теме (војно-цивилне провинције) у области Кападокије у централној Анадолији(данашњој Турској). Њено прво седиште налазило се у Харсианону (чије су рушевине пронађене у селу Muşalikalesi Акмадагени округа у Јозгат провинцији), а касније у Цезареји.

## Историја
Утврђење Харсианон (Грчки: Χαρσιανόν κάστρον, Харсианон кастрон; арапски: Кале'e-и Ḥарсанōс) се први пут спомиње 638. године за врема првог таласа муслиманских освајања, а име је према неким наводима добила по генералу цара Јустинијана I , Харисосу. Арапи су га први пут преотели од византије 730. године, чиме је он постао епицентар византијско-арапских сукоба арапско упориште током наредног века византијско-арапских ратова. У 9. Веку, утврђење је постало средиште клеисоура, које је засебно управљало утврђењима у пограничној зони. Негде између 863 и 873. Године, њен статус је унапређен на ниво теме и то у пуном обиму, територије су јој увећане тако што јој је придодата земља суседних тема као што су Букеларија, Арменијака и Кападокија. . Она је била средња по рангу у односу на остале теме, којом је управљао стратег који је имао годишњу плату од 20 фунти у злату и који је командовао трупама, према арапским изворима, сачињавало ју је 4000 људи и 4 тврђаве.
У 10. веку, тема Харсианон је постала главно упориште земљопоседнике и војне аристократије, међу којима су најпознатије породице Аргирос и Малеинос које су тамо поседовале палате и велика имања. Након 1045. године, велики број Јермена, укључујући и бившег краља Гагика II (1042-1045), су се тамо населили, што је довело до затегнутости односа са месним Грцима. Ова тема пала у руке Турака Селџука након пораза у бици код Манцикерта 1071. године од стране, тако што је морала бити предата Данишмендима. Гагик II се сматра последњим дуксом Харсианона у периоду 1072–1073. године.